# Francisco Ozoria Acosta

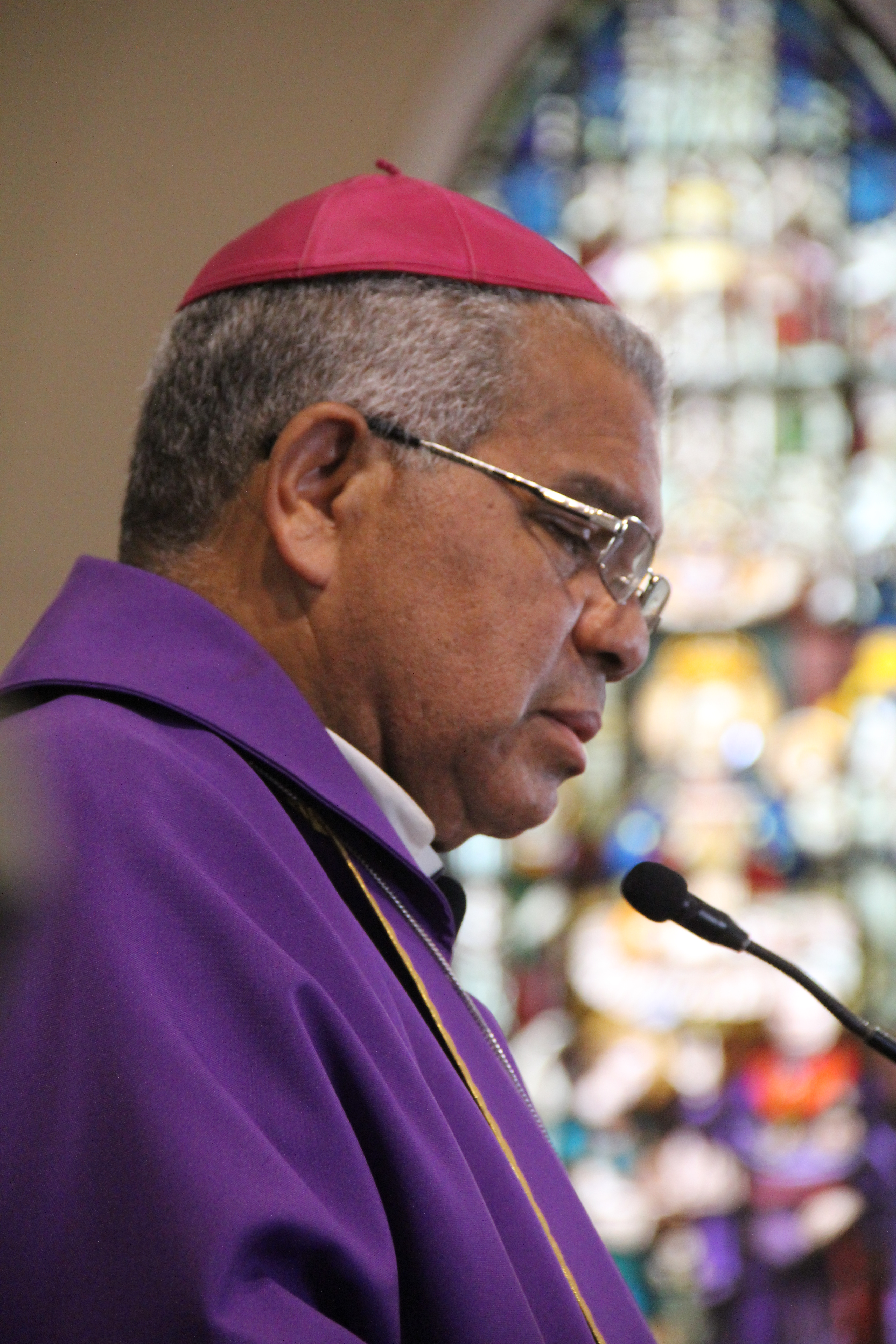
Francisco Ozoria Acosta während der Predigt bei einer Heiligen Messe in der Kathedrale von San Pedro de Macorís

Francisco Ozoria Acosta (* 10. Oktober 1951 in Nagua, Dominikanische Republik) ist ein dominikanischer Geistlicher und römisch-katholischer Erzbischof von Santo Domingo.

## Leben
Francisco Ozoria Acosta empfing am 2. September 1978 das Sakrament der Priesterweihe.
Am 1. Februar 1997 ernannte ihn Papst Johannes Paul II. zum ersten Bischof des mit gleichem Datum errichteten Bistums San Pedro de Macorís. Der Erzbischof von Santo Domingo, Nicolás de Jesús Kardinal López Rodríguez, spendete ihm am 15. März desselben Jahres die Bischofsweihe; Mitkonsekratoren waren der Erzbischof von Santiago de los Caballeros, Juan Antonio Flores Santana, und der Bischof von San Francisco de Macorís, Jesús María de Jesús Moya.
Papst Franziskus ernannte ihn am 4. Juli 2016 zum Erzbischof von Santo Domingo. Die Amtseinführung fand am 10. September desselben Jahres statt. Am 2. Januar 2017 wurde er zusätzlich zum Militärbischof der Dominikanischen Republik ernannt.